# Crataerina melbae
Crataerina melbae är en tvåvingeart som först beskrevs av Camillo Rondani 1879.  Crataerina melbae ingår i släktet Crataerina och familjen lusflugor. Inga underarter finns listade i Catalogue of Life.